# Station Bourg-Madame
Station Bourg-Madame is een spoorwegstation in de Franse gemeente Bourg-Madame.

## Foto's

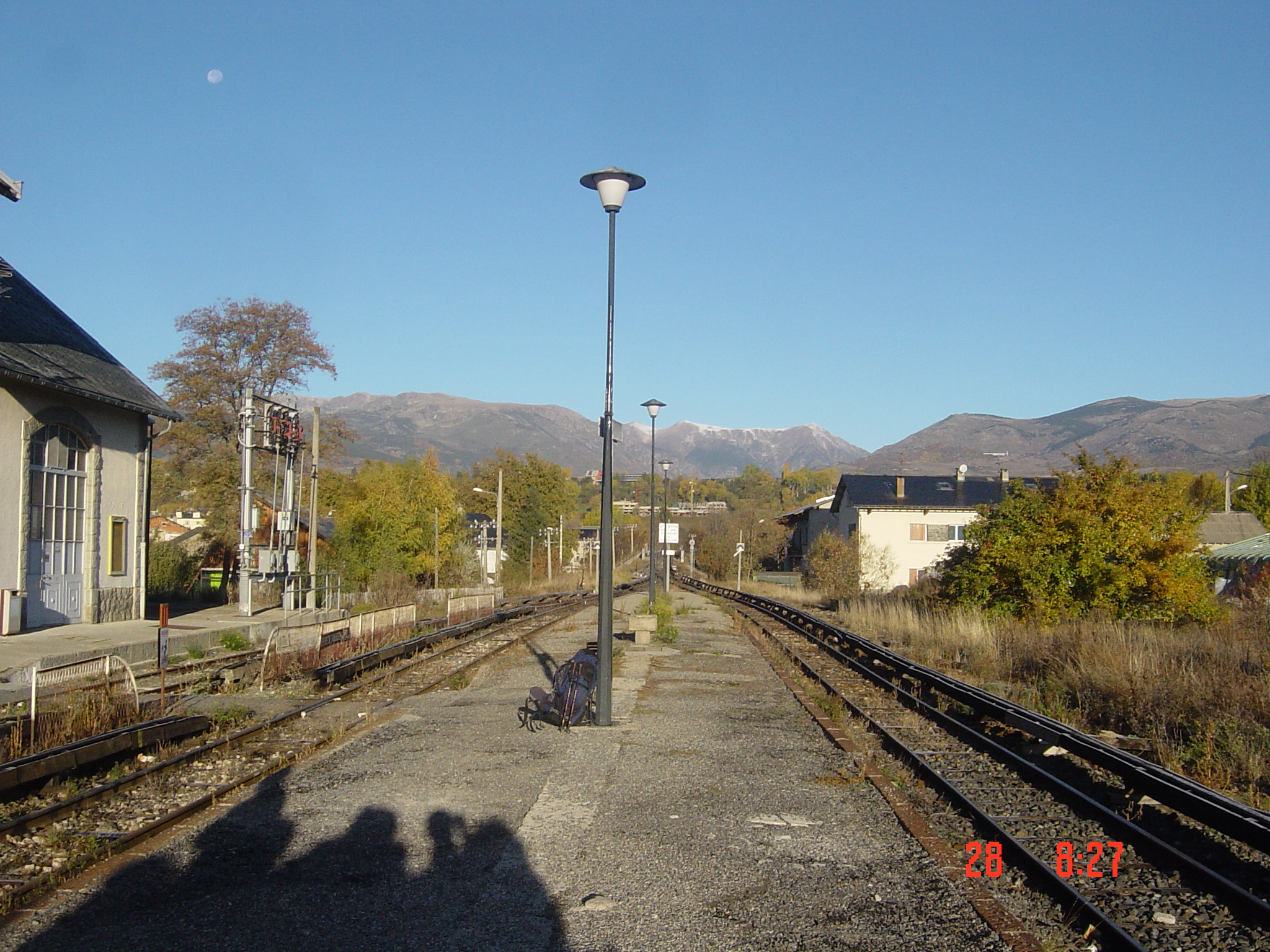